# Danubio Fútbol Club
El Danubio Fútbol Club és un club uruguaià de futbol de la ciutat de Montevideo.

## Història
El club va ser fundat pels germans d'origen búlgar Miguel i Juan Lazaroff l'1 de març de 1932 i altres joves de l'escola "República de Nicaragua" de Montevideo. El nom del club es refereix, per tant, al riu Danubi, el més gran de Bulgària.

## Palmarès
- Campionat uruguaià de futbol (4):[1] 1988, 2004, 2007, 2013-14[2]
- Lligueta Pre Libertadores de l'Uruguai: 1983
- Campionats parcials: Apertura 2001, Clausura 2002, Clasificatorio 2004, Clausura 2004, Apertura 2006, Clausura 2007

## Evolució de l'uniforme
El club decidí el 1932 adoptar l'uniforme i colors del Montevideo Wanderers F.C. (negre i blanc) com a homenatge al darrer club campió del campionat amateur uruguaià el 1931. Posteriorment fou forçat a canviar d'uniforme perquè el club Universal Ramírez usava exclusivament el mateix uniforme. Així el club adoptà la franja diagonal negra sobre fons blanc inspirat en el River Plate de Buenos Aires. Els seus pantalons han variat del negre al blanc i els mitjons blancs. El 2005/06, el club adoptà un no usual jersei verd amb franja blanca com a tercer uniforme per jugar contra clubs amb similar uniforme (com ara el Miramar Misiones o el Wanderers). El 2008 s'adoptà el vermell en el seu tercer uniforme.
| 1932 | 1940's-present | local | visitant | 2005,2007 tercer | 2008 tercer |

## Jugadors destacats
| - Fabián Carini - Nery Castillo - Edison Cavani - Javier Chevantón - Rubén Da Silva - Diego Forlán - Richard Núñez - Eber Moas - Hernán Rodrigo López - Edgar Borges | - Rubén Olivera - Juan Burgueño - Carlos Romero - Álvaro Recoba - Rubén Sosa - Marcelo Zalayeta - El Güero Rodriguez - Javier Zeoli - Hamilton Ricard - Jadson - Rodrigo Pastorini |